# Marike Groot
Marike Groot é uma cantora holandesa. 
Nos anos 80 iniciou a sua carreira numa banda de punk rock, The Grabbits.
Entre 1989 e 1992 fez parte da banda Little Mary Big. Em 92 juntou-se à banda The Gathering (banda) e gravou o álbum Always...
A partir dos anos 90 fez parte de bandas como Battle e Mae West, como vocalista e guitarrista. 
Actualmente faz parte da banda Wonderlust e The Deadbeats (banda de covers dos Beatles).